# Anglesit
Az anglesit rombosan kristályosodó ólom-szulfát, a baritcsoport tagja. Magas ólomtartalmú fontos ólomérc, lágy ásvány. 1783-ban fedezte fel Dr. Withering geológus a Waleshez tartozó Anglesey-szigeten, de elnevezését, ami első feltalálási helyéből származik, François Sulpice Beudant (1787-1850) geológustól kapta.
Kémiai összetétele:
- Ólom (Pb) =68,3%
- Kén (S) =10,6%
- Oxigén (O) =21,1%

## Keletkezése
Hidrotermás ólomérc telérekben főként galenit tartalom esetén cerusszit és barit társaságában keletkezik.
Jellegzetesen szulfidos ércek oxidációs zónájában mállás során halmozódik fel.
Hasonló ásvány: barit, scheelit és a cerusszit.

## Előfordulásai
Jelentős előfordulása van Olaszországhoz tartozó Szardínia-szigeten. Ausztria Karintia tartományában. Németország területén Freibergben, a bajorországi Oberpfalzban, Észak-Rajna-Vesztfália Musen városa közelében. Wales területéhez tartozó Anglesyt-szigeten. Skócia területén. Szlovéniában Mežica település közelében Szlovákiában Selmecbányán (Banská Štiavnica) . Spanyolország területén. Oroszország területén az Ural-hegységben több helyen is megtalálható. Afrika északi államai közül Tunézia és Marokkó területén, valamint Namíbia Tsumed bányavárosban. Az Amerikai Egyesült Államok Idaho, Pennsylvania, Arizona és Utah szövetségi államaiban. Mexikó területén a Rézvölgyben: Chihuahua közelében. Jelentős előfordulások vannak Ausztrália területén Broken Hill közelében.
Leggyakoribb kísérő ásványok: a galenit, szfalerit, cerusszit, smithsonit és a limonit.

## Hazai előfordulások
A Velencei-hegységben szulfidos ércek teléreinek mállási termékein több helyen találhatók anglesit kristályok. Szabadbattyán ma már nem működő ércbányájában a galenit mellett fordul elő. Rudabánya területén az Andrásy-I elnevezésű bánya nyugati részén ólomércesedés oxidációs zónájában volt megtalálható.